# Ex fabbrica SNIA Viscosa
L'ex fabbrica SNIA Viscosa, già CISA Viscosa, è stato un complesso industriale di Roma, situato nel quartiere Tiburtino su via Prenestina, all'altezza di largo Preneste, nell'attuale parco delle Energie.

## Storia
Il 2 maggio 1922, in località Acqua Bullicante, fuori Porta Maggiore, venne iniziata la costruzione di uno dei più grandi opifici d'Italia, e il 5 settembre 1923, iniziò la produzione della Società generale Italiana della Viscosa (American Chatillon Corporation) di seta artificiale.
Nel 1929, avendo legami commerciali internazionali ed essendo dotata di capitali statunitensi, l'opificio risentì molto della grande depressione, che sconvolse l'intera economia mondiale. Dal 1930 al 1932 gli operai scesero da 2383 a 1339 in seguito a più di mille licenziamenti.
Lo stato fascista venne in aiuto alla fabbrica, legandola sempre più, negli anni a seguire, alla politica economica del governo. Prima durante la guerra d'Etiopia poi durante la seconda guerra mondiale, la Viscosa viene indirizzata dal regime a produrre uniformi e altre forniture militari, rinvigorendone le attività.
Nel marzo del 1944 lo stabilimento subisce uno dei bombardamenti che gli Alleati effettuarono su Roma e, una volta terminata la guerra, per la fabbrica comincia il declino, portando il numero di operai da 1660 nel 1949 ad appena 120 nel 1953. Nel 1954 l'opificio chiude definitivamente, lasciando lo stabilimento in stato di abbandono.
Nel 1969 la CISA Viscosa viene assorbita dalla SNIA Viscosa che, nel 1982, cederà tutte le sue proprietà immobiliari alla Società Immobiliare Snia.
Nel 1990 il complesso di via Prenestina viene ceduto alla società immobiliare Pinciana 188 che presenta subito la richiesta di concessione per la costruzione di un edificio per attività produttive prima al Comune di Roma, quindi alla Regione Lazio, che rilascia la concessione. Successivamente la società del costruttore Antonio Pulcini, Ponente 1978, assorbe la Pinciana 188.
Il cantiere apre nel 1992 ma uno sbancamento di terreno comporta lo sfondamento della falda acquifera del fosso della Marranella che riempie subito lo scavo effettuato. Per liberarsi dell'acqua, il costruttore fa deviare il flusso verso il collettore fognario che, però, essendo la sua portata insufficiente per la quantità d'acqua convogliata, comporta l'allagamento del sito e dell'adiacente largo Preneste. Scoperto il danno e accertata anche la falsificazione della planimetria presentata sul progetto, la concessione edilizia viene annullata. Successivi ricorsi del costruttore verranno respinti. L'acqua che fuoriesce dal fosso sotterraneo va a formare un piccolo laghetto, ora chiamato lago ex SNIA - Viscosa.